# 陳清 (成化進士)
陳清（1430年—？），字育之，浙江紹興府餘姚縣人，明朝政治人物。進士出身。

## 生平
浙江鄉試第六十名。成化二年（1466年）丙戌科會試第四名，殿試登進士第三甲第一百七十二名。

## 家族
曾祖陳官友。祖父陳可安。父亲陳讓。